# Чемпіонат світу з літнього біатлону 2014
19-й чемпіонат світу з літнього біатлону проходив в російському місті Тюмені з 21 серпня по 24 серпня 2014 року.
Серед дорослих спортсменів та юніорів було розіграно 10 комплектів нагород в таких біатлонних дисциплінах: спринт, гонка переслідування та змішана естафета.

## Вибори місця проведення
В листопаді 2012 року право провести чемпіонат світу з літнього біатлону в 2014 році отримала Тюмень.

## Учасники
В чемпіонаті брали участь 24 команди: 37 юніори, 28 юніорок, 55 чоловіків та 42 жінки. На змаганнях були представлені спортсмени таких країн:
- Австрія
- Болгарія
- Боснія і Герцеговина
- Греція
- Грузія
- Естонія
- Казахстан
- КНР
- Латвія
- Литва
- Молдова
- Нова Зеландія
- Південна Корея
- Польща
- Румунія
- Росія
- Сербія
- Словаччина
- Словенія
- Узбекистан
- Україна
- Фінляндія
- Франція
- Чехія

## Розклад
Розклад чемпіонату (час місцевий, UTC+5) наведено нижче:
| Дата      | Час   | Гонка                                   |
| --------- | ----- | --------------------------------------- |
| 21 серпня | 11:30 | Змішана естафета (юніори)               |
| 21 серпня | 14:00 | Змішана естафета                        |
| 22 серпня | 11:30 | Спринт, юніорки, 7,5 км                 |
| 22 серпня | 14:00 | Спринт, юніори, 10 км                   |
| 23 серпня | 11:30 | Спринт, жінки, 7,5 км                   |
| 23 серпня | 14:00 | Спринт, чоловіки, 10 км                 |
| 24 серпня | 09:30 | Гонка переслідування, юніорки, 10 км    |
| 24 серпня | 10:30 | Гонка переслідування, чоловіки, 12,5 км |
| 24 серпня | 13:00 | Гонка переслідування, жінки, 10 км      |
| 24 серпня | 14:00 | Гонка переслідування, юніори, 12,5 км   |

## Результати гонок чемпіонату

### Юніори

#### Чоловіки
| Гонка:                                        | Золото:           | Час               | Срібло:               | Час             | Бронза:                | Час             |
| Спринт, юніори, 10 км Протокол                | Томас Вожик Чехія | 27:19.5 (0+0)     | Янік Матеуш Польща    | +1:11.1 (2+0)   | Антон Сінапов Болгарія | +1:16.7 (2+1)   |
| Гонка переслідування, юніори 12,5 км Протокол | Томас Вожик Чехія | 35:47.6 (1+0+1+2) | Артем Тищенко Україна | +50.5 (0+1+0+0) | Матвей Єлісєєв Росія   | +29.9 (3+2+3+1) |

#### Жінки
| Гонка:                                       | Золото:                 | Час               | Срібло:                     | Час             | Бронза:                | Час               |
| Спринт, юніорки 7,5 км Протокол              | Крістіна Ільченко Росія | 22:52.3 (1+0)     | Люсі Харватова Чехія        | +30.7 (1+1)     | Ульяна Кайшева Росія   | +52.0 (0+1)       |
| Гонка переслідування, юніорки 10 км Протокол | Крістіна Ільченко Росія | 32:31.2 (1+0+3+2) | Галина Вишневська Казахстан | +26.9 (1+1+0+0) | Джессіка Жислова Чехія | +1:22.1 (0+1+1+1) |

#### Змішана естафета
| Гонка:                                          | Золото:                                                         | Час                                                       | Срібло:                                                                    | Час                                                     | Бронза:                                                            | Час                                         |
| Змішана естафета 2 x 6 км + 2 x 7,5 км Протокол | Чехія Джессіка Жислова Крістіна Черна Адам Вацлавик Томас Вожик | 1:20:30.5 (0+2) (0+3) (0+0) (0+3) (1+3) (0+2) (0+1) (0+2) | Росія Катерина Муралєєва Крістіна Ільченко Владислав Томілов Іван Печонкін | +1:26.0 (1+3) (1+3) (0+1) (0+1) (0+2) (0+0) (0+1) (0+2) | Україна Анастасія Меркушина Юлія Журавок Максим Івко Артем Тищенко | +2:43.1 (0+2) (0+0) (0+3) (0+0) (0+0) (0+0) |

### Дорослі

#### Чоловіки
| Гонка:                                           | Золото:               | Час               | Срібло:               | Час             | Бронза:                   | Час             |
| Спринт, чоловіки, 10 км Протокол                 | Ондржей Моравец Чехія | 24:30.8 (0+1)     | Міхаель Реш Бельгія   | +6.5 (1+1)      | Мартін Отченаш Словаччина | +12.9 (0+1)     |
| Гонка переслідування, чоловіки, 12,5 км Протокол | Міхаель Реш Бельгія   | 32:53.1 (2+0+0+0) | Клемен Бауер Словенія | +26.8 (2+2+0+0) | Красімір Анев Болгарія    | +32.0 (0+0+0+0) |

#### Жінки
| Гонка:                                      | Золото:                                     | Час               | Срібло:                     | Час             | Бронза:         | Час             |
| Спринт, жінки, 7,5 км Протокол              | Тея Грегорін Словенія Христина Гузик Польща | 21:41.2 (1+0)     | —                           | —               | Тан Цзялінь КНР | +5.3 (0+1)      |
| Гонка переслідування, жінки, 10 км Протокол | Тея Грегорін Словенія                       | 30:44.6 (3+0+0+2) | Валентина Семеренко Україна | +21.6 (1+0+1+1) | Тан Цзялінь КНР | +47.3 (1+0+1+0) |

#### Змішана естафета
| Гонка:                                          | Золото:                                                                   | Час                                           | Срібло:                                                                | Час                                                     | Бронза:                                                     | Час                                                     |
| Змішана естафета 2 x 6 км + 2 x 7,5 км Протокол | Чехія Вероніка Віткова Габріела Соукалова Ондржей Моравець Міхал Шлезінгр | 1:13:01.1 (0+1) (0+0) (0+0) (0+0) (0+0) (0+2) | Україна Ірина Варвинець Валентина Семеренко Артем Прима Сергій Семенов | +1:47.8 (0+2) (0+0) (0+1) (0+2) (0+2) (0+1) (0+0) (0+0) | Словенія Андреа Малі Тея Грегорін Клемен Бауер Ленарт Облак | +2:48.7 (0+2) (0+0) (0+0) (0+3) (0+0) (0+2) (0+2) (2+3) |

## Медальний залік
| Місце | Країна     |   |   |   | Всього |
| ----- | ---------- | - | - | - | ------ |
| 1     | Чехія      | 5 | 1 | 1 | 7      |
| 2     | Росія      | 2 | 1 | 2 | 5      |
| 3     | Словенія   | 2 | 1 | 1 | 4      |
| 4     | Бельгія    | 1 | 1 | 0 | 2      |
| 4     | Польща     | 1 | 1 | 0 | 2      |
| 6     | Україна    | 0 | 3 | 1 | 4      |
| 7     | Казахстан  | 0 | 1 | 0 | 1      |
| 8     | Болгарія   | 0 | 0 | 2 | 2      |
| 8     | КНР        | 0 | 0 | 2 | 2      |
| 10    | Словаччина | 0 | 0 | 1 | 1      |

| Місце | Країна     |   |   |   | Всього |
| ----- | ---------- | - | - | - | ------ |
| 1     | Словенія   | 2 | 1 | 1 | 4      |
| 2     | Чехія      | 2 | 0 | 0 | 2      |
| 3     | Бельгія    | 1 | 1 | 0 | 2      |
| 4     | Польща     | 1 | 0 | 0 | 1      |
| 5     | Україна    | 0 | 2 | 0 | 2      |
| 6     | КНР        | 0 | 0 | 2 | 1      |
| 7     | Болгарія   | 0 | 0 | 1 | 1      |
| 7     | Словаччина | 0 | 0 | 1 | 1      |

| Місце | Країна    |   |   |   | Всього |
| ----- | --------- | - | - | - | ------ |
| 1     | Чехія     | 3 | 1 | 1 | 5      |
| 2     | Росія     | 2 | 1 | 2 | 5      |
| 3     | Україна   | 0 | 1 | 1 | 2      |
| 4     | Польща    | 0 | 1 | 0 | 1      |
| 4     | Казахстан | 0 | 1 | 0 | 1      |
| 6     | Болгарія  | 0 | 0 | 1 | 1      |